# Carychium
Carychium – rodzaj ślimaków z podrodziny Carychiinae w obrębie rodziny Ellobiidae. W języku polskim gatunki z tego rodzaju określane są zwyczajową nazwą białek. Zamieszkują państwo holarktyczne. W Polsce występują 2 z nich: gatunek typowy rodzaju – białek malutki (Carychium minimum) – oraz białek wysmukły (Carychium tridentatum).
Muszla jajowato-wrzecionowata o wymiarach do około 2 mm. U żywych osobników jest bezbarwna i przejrzysta. Krótko po śmierci ślimaka staje się matowa i biała. Brzeg jej otworu ma zgrubiałą wargę, zęby oraz spiralny fałd wokół wrzeciona. Brak wieczka. Czułki są krótkie, stożkowate. Na ich nasadzie położone są czarne oczy ślimaka.
U gatunków z tego rodzaju występuje afalia.

## Podział systematyczny
Do rodzaju Carychium należą następujące żyjące współcześnie gatunki:

- Carychium arboreum D.C. Dourson, 2012
- Carychium balianum Fulton, 1899
- Carychium belizeense Jochum & Weigand, 2017
- Carychium bermudense Gulick, 1904
- Carychium biondii Paulucci, 1882
- Carychium clappi Hubricht, 1959
- Carychium costaricanum E. von Martens, 1898
- Carychium cymatoplax Pilsbry, 1901
- Carychium exiguum (Say, 1822)
- Carychium exile H.C. Lea, 1842
- Carychium floridanum G.H. Clapp, 1918
- Carychium hachijoensis Pilsbry, 1902
- Carychium hardiei Jochum & Weigand, 2017
- Carychium hellenicum Bank & E. Gittenberger, 1985
- Carychium ibazoricum Bank & E. Gittenberger, 1985
- Carychium indicum W.H. Benson, 1849
- Carychium jardineanum (Chitty, 1853)
- Carychium javanum Möllendorff, 1897
- Carychium jochumae Auffenberg & Páll-Gergely, 2022
- Carychium khasiacum Godwin-Austen, 1876
- Carychium lederi O. Boettger, 1880
- Carychium loheri Möllendorff, 1898
- Carychium mariae Paulucci, 1878
- Carychium mexicanum Pilsbry, 1891
- Carychium minimum O.F. Müller, 1774 – białek malutki
- Carychium nannodes G.H. Clapp, 1905
- Carychium nipponense Pilsbry & Y. Hirase, 1904
- Carychium noduliferum Reinhardt, 1877
- Carychium occidentale Pilsbry, 1891
- Carychium paganettii F. Zimmermann, 1925
- Carychium panamaense Jochum, 2018
- Carychium parietidentatum (N.K. Das & Aravind, 2021)
- Carychium pessimum Pilsbry, 1901
- Carychium riparium Hubricht, 1978
- Carychium sibiricum Westerlund, 1897
- Carychium stygium Call, 1897
- Carychium thailandicum J.B. Burch & Panha, 2002
- Carychium tianmushanense D.-N. Chen, 1992
- Carychium tridentatum (Risso, 1826) – białek wysmukły
- Carychium zarzaae Jochum & Weigand, 2017

oraz gatunki wymarłe:

- Carychium achimszulci Stworzewicz, 1999 †
- Carychium antiquum A. Braun, 1851 †
- Carychium asprolamellosum W. Yu, 1983 †
- Carychium bachi Kadolsky, 2020 †
- Carychium berellense de Laubrière & Carez, 1881 †
- Carychium berthae (Halaváts, 1902) †
- Carychium conforme De Stefani, 1880 †
- Carychium crassum Sacco, 1886 †
- Carychium cylindroides Staadt, 1913 †
- Carychium euboicum Schütt, 1988 †
- Carychium fischeri O. Boettger, 1903 †
- Carychium geisserti Schlickum & Strauch, 1978 †
- Carychium gibbum F. Sandberger, 1875 †
- Carychium gozhiki Prisyazhnyuk, 1974 †
- Carychium hypermeces Cossmann, 1889 †
- Carychium moenanum Wenz, 1917 †
- Carychium munieri Briart & Cornet, 1887 †
- Carychium nashuaense Jochum, H.G. Lee & Portell, 2023 †
- Carychium nincki Cossmann, 1913 †
- Carychium nouleti Bourguignat, 1857 †
- Carychium pachychilus F. Sandberger, 1872 †
- Carychium pseudotetrodon Strauch, 1977 †
- Carychium rhenanum Strauch, 1977 †
- Carychium rufolabiatum De Stefani, 1880 †
- Carychium sandbergeri Handmann, 1887 †
- Carychium schlickumi Strauch, 1977 †
- Carychium starobogatovi Steklov, 1966 †
- Carychium stworzewiczae Harzhauser & Neubauer, 2018 †
- Carychium suevicum O. Boettger, 1877 †
- Carychium tetrodon Paladilhe, 1873 †
- Carychium vagum Kadolsky, 2020 †